# Krzysztof Konarski
Krzysztof Konarski herbu Kolczyk vel Ossoria (ok. 1526 – ok. 1574), dworzanin Zygmunta Augusta, członek Komisji Morskiej.
Pochodził z drobnej szlachty powiatu człuchowskiego, być może z Konarzyn. Rodzina skłaniała się ku kulturze niemieckiej i religii luterańskiej. Brat Krzysztofa, Feliks (zwany też Szczęsnym) dzierżawił starostwa hamersztyńskie (czarneńskie) i białoborskie oraz zapoczątkował świetność rodu Konarskich w Prusach Królewskich.
Krzysztof prawdopodobnie uczył się w Gimnazjum Elbląskim w pierwszych latach jego istnienia. 1543 pojawił się w kancelarii królewskiej jako pisarz. Posłował do regentki Marii w Niderlandach w celu uzyskania od duńskiego króla Chrystiana III swobód handlowych dla poddanych króla polskiego.
Miał prawa do części wsi Sąpolno w okolicy rodowych Konarzyn. 1546 otrzymał pierwsze nadanie od króla w starostwie gniewskim, 1549 wykupił dożywocie we wsi królewskiej Gręblin. Miał zapisaną pensję roczną ze starostwa radzyńskiego. 1551 występował jako dworzanin z prawem utrzymywania 8 koni, co świadczyło o jego wysokiej pozycji wśród urzędników królewskich. 1557 posłował do Danii, 1563 woził pieniądze dla wojska do Inflant.
Od 1565 jako komisarz królewski wraz z gdańszczaninem Jerzym Klefeldem sprawował w imieniu króla nadzór nad działalnością kaprów królewskich, miał także pewne udziały w okrętach kaperskich. 1568 został członkiem Komisji morskiej, gdzie być może powierzono mu obowiązki czuwania nad wybrzeżami Wlk. Księstwa Litewskiego, otrzymał bowiem bardzo dochodowe starostwo jurborskie na Żmudzi.
Po śmierci Zygmunta Augusta podpisał akt konfederacji warszawskiej. Cieszył się zaufaniem nowego króla, Henryka Walezego, od którego posłował do księcia pruskiego Albrechta Fryderyka. Była to ostatnia misja polityczna Konarskiego, który zmarł ok. 1574.
Z małżeństwa z Katarzyną z d. Loka (Lokówną) miał córki: Gertrudę, żonę Dymitra Wejhera, i Annę, wydaną za Łukasza Konopackiego.